# Długobórz (gmina)
Długobórz (do 1909 i od 1973 Zambrów) – dawna gmina wiejska istniejąca do 1954 roku w woj. białostockim i przejściowo w woj. warszawskim (dzisiejsze woj. podlaskie). Nazwa gminy pochodzi od wsi Długobórz, lecz siedzibą władz gminy był Zambrów, który stanowił odrębną gminę miejską.
Poprzedniczką gminy Długobórz za Królestwa Polskiego była gmina Zambrów, należąca do powiatu łomżyńskiego w guberni łomżyńskiej.
Na początku XX wieku (pierwsza dekada) z gminy Zambrów wydzielono sam Zambrów jako oddzielną gminę wiejską, po czym – w celu uniknięcia pomyłki, pozostały obszar gminy przemianowano na gmina Długobórz, mimo zachowania siedziby w Zambrowie.
Po przejściu pod zwierzchnictwo polskie w 1919, gmina figuruje dalej pod nazwą gmina Długobórz, obok Zambrowa, któremu przywrócono prawa miejskie (przez Niemców w 1916 roku, potwierdzone przez władze polskie w 1919). 1 kwietnia 1939 roku gminę Długobórz wraz z całym powiatem łomżyńskim przyłączono do woj. warszawskiego.
Według Powszechnego Spisu Ludności z 1921 roku gminę zamieszkiwało 6.669 osób, 6.600 było wyznania rzymskokatolickiego, 9 prawosławnego, 21 ewangelickiego, 2 greckokatolickiego a 37 mojżeszowego. Jednocześnie 6.615 mieszkańców zadeklarowało polską przynależność narodową, 12 niemiecką, 34 żydowską, 8 rosyjską. Było tu 978 budynków mieszkalnych. 
Przez krótki okres po wojnie gmina zachowała przynależność administracyjną, lecz już z dniem 18 sierpnia 1945 roku została wraz z powiatem łomżyńskim wyłączona z woj. warszawskiego i przyłączona z powrotem do woj. białostockiego. Według stanu z 1 lipca 1952 roku gmina była podzielona na 46 gromad: Brajczewo, Chorzele, Cieciorki, Czartosy, Dąbki, Długobórz I, Długobórz II, Faszcze, Gardlin, Grabówka, Grochy-Łętownica, Grochy Pogorzelskie, Grzymały, Klimasze, Konopki, Krajewo Białe, Krajewo Borowo, Krajewo-Ćwikły, Krajewo-Korytki, Krajewo-Łętowo, Krajewo Stare, Laskowiec Nowy, Laskowiec Stary, Łosie, Nagórki, Osowiec, Poryte-Jabłoń, Pruszki, Rykacze, Sasiny, Sędziwuje, Śledzie, Tabędź, Wądołki Borowe, Wądołki-Bućki, Wądołki Stare, Wdziękoń I, Wdziękoń II, Wierzbowo, Wiśniewo, Wola Zambrowska, Wola-Zambrzyce, Zagroby-Łętownica, Zagroby-Zakrzewo, Zakrzewo Nowe i Zakrzewo Stare.
Gmina została zniesiona 29 września 1954 roku wraz z reformą wprowadzającą gromady w miejsce gmin. 13 listopada 1954 roku gromada Długobórz II weszła w skład nowo utworzonego powiatu zambrowskiego. Jednostki nie przywrócono 1 stycznia 1973 roku po reaktywowaniu gmin, utworzono natomiast jej terytorialny odpowiednik, gminę Zambrów w powiecie zambrowskim.